# Vateria copallifera
Vateria copallifera là một loài thực vật có hoa trong họ Dầu. Loài này được (Retz.) Alston miêu tả khoa học đầu tiên năm 1931.